# ほくでんファミリーコンサート
ほくでんファミリーコンサートは、北海道電力が主催する演奏会。

## 概要
- 札幌交響楽団の演奏によるクラシックを中心とした演奏会で、全道各地で行われている。
- 入場券は実施される何か月か前から北海道電力や演奏会会場などで配布される。
- 当初は「北電ファミリーコンサート」の名称で開催されていた[1][2]（1986年から現名称となる[2]）。

## 沿革
- 1973年（昭和48年）5月8日 - 札幌市民会館にて第1回開催（指揮：ペーター・シュヴァルツ、解説：荻昌弘）[1]
- 1977年（昭和52年）1月20日 - 札幌市民会館にて第50回開催（指揮：福村芳一、独唱：西明美、語り：江戸家小猫）[3]
- 1980年（昭和55年）12月1日 - 北海道厚生年金会館にて第100回開催（指揮：森正、ピアノ：中村紘子、独唱：立川清登、島田祐子）[4]
- 1984年（昭和59年）9月27日 - 札幌市民会館にて第150回開催（指揮：尾高忠明）[5]
- 1988年（昭和63年）8月18日 - 札幌市民会館にて第200回開催（指揮：山本直純、独奏：神崎愛、話：江戸家猫八）[6]
- 1991年（平成 3年）11月7日 - 北海道厚生年金会館にて第240回開催、HBC創立40周年記念委嘱作品、三枝成彰のヴァイオリン協奏曲「雪に蔽われた伝説」が初演される。（指揮：堤俊作、ヴァイオリン：深山尚久）[7]
- 2004年（平成16年） - 北海道放送による公開録音・ラジオ放送終了。
- 2015年（平成27年）6月30日 - 札幌コンサートホールにて第500回開催（指揮：尾高忠明）
- 2018年（平成30年）- 当年6回の演奏会を「北海道150年記念コンサート」として開催

## ラジオ放送
かつては北海道放送（HBCラジオ）で日曜日の08:30～09:00、及び22:00～22:30に放送されていたことがあるが、現在は行われていない。ただ、開催告知CMは放映されている。